# Uniontown (Kansas)
Uniontown – miasto położone w hrabstwie Bourbon.